# USS Martin (DE-30)
USS Martin (DE-30) là một tàu hộ tống khu trục lớp Evarts được Hải quân Hoa Kỳ chế tạo trong Chiến tranh Thế giới thứ hai. Nó là chiếc tàu chiến thứ hai của Hải quân Mỹ mang cái tên này, nhưng là chiếc duy nhất được đặt theo tên thủy thủ Luther Charles Martin (1903-1942), người phục vụ trên tàu tuần dương hạng nặng USS Astoria (CA 34), và đã tử trận trong Trận chiến đảo Savo vào ngày 9 tháng 8, 1942. Nó đã phục vụ cho đến khi chiến tranh kết thúc, xuất biên chế vào ngày 19 tháng 11, 1945 và xóa đăng bạ vào ngày 5 tháng 12, 1945. Con tàu bị bán để tháo dỡ vào ngày 15 tháng 5, 1946.

## Thiết kế và chế tạo
Những chiếc thuộc lớp tàu khu trục Evarts có chiều dài chung 289 ft 5 in (88,21 m), mạn tàu rộng 35 ft 1 in (10,69 m) và độ sâu mớn nước khi đầy tải là 8 ft 3 in (2,51 m). Chúng có trọng lượng choán nước tiêu chuẩn 1.140 tấn Anh (1.160 t); và lên đến 1.430 tấn Anh (1.450 t) khi đầy tải. Hệ thống động lực bao gồm bốn động cơ diesel General Motors Kiểu 16-278A nối với bốn máy phát điện để vận hành hai trục chân vịt; công suất 6.000 hp (4.500 kW) cho phép đạt được tốc độ tối đa 21 kn (24 mph; 39 km/h), và có dự trữ hành trình 4.150 nmi (4.780 mi; 7.690 km) khi di chuyển ở vận tốc đường trường 12 kn (14 mph; 22 km/h).
Vũ khí trang bị bao gồm ba pháo 3 in (76 mm)/50 cal trên tháp pháo nòng đơn có thể đối hạm hoặc phòng không, một khẩu đội 1,1 inch/75 caliber bốn nòng và chín pháo phòng không Oerlikon 20 mm. Vũ khí chống ngầm bao gồm một dàn súng cối chống tàu ngầm Hedgehog Mk. 10 (có 24 nòng và mang theo 144 quả đạn); hai đường ray Mk. 9 và tám máy phóng K3 Mk. 6 để thả mìn sâu.
Martin được đặt lườn như là chiếc BDE-30 tại Xưởng hải quân Mare Island, ở Vallejo, California vào ngày 26 tháng 11, 1942. Nó được hạ thủy vào ngày 18 tháng 5, 1943; được đỡ đầu bởi bà Joseph E. Flynn. Tuy nhiên Hải quân Hoa Kỳ quyết định giữ lại con tàu, xếp lại lớp thành DE-30 vào ngày 16 tháng 6, 1943 và đổi tên thành Martin vào ngày 23 tháng 6, 1943. Nó nhập biên chế cùng Hải quân Hoa Kỳ vào ngày 4 tháng 9, 1943 dưới quyền chỉ huy của Hạm trưởng, Đại úy Hải quân Paul E. Warfield.

## Lịch sử hoạt động
Được phân về Hạm đội Thái Bình Dương, Martin đã hộ tống cho thiết giáp hạm Idaho (BB-42) trong hành trình đi San Diego, California từ ngày 29 tháng 9 đến ngày 2 tháng 10, 1943. Nó tiếp tục hoạt động chạy thử máy ngoài khơi San Diego cho đến ngày 11 tháng 11, khi nó lên đường hộ tống một đoàn tàu vận tải đi Trân Châu Cảng, đến nơi vào ngày 21 tháng 11. Con tàu phục vụ cùng Đội đặc nhiệm 16 cho đến ngày 3 tháng 12, khi nó cùng tàu khu trục Trathen (DD-530) và tàu chở quân SS Mormacport lên đường hướng sang Funafuti thuộc quần đảo Ellice; nó quay trở về Trân Châu Cảng vào ngày 31 tháng 12.
Lên đường cùng Đội đặc nhiệm 58.4 vào ngày 9 tháng 1, 1944, Martin phục vụ hộ tống trong giai đoạn mở màn của chiến dịch quần đảo Marshall từ ngày 11 tháng 1 cho đến cuối tháng 2. Đi đến tại khu vực quần đảo Solomon vào ngày 18 tháng 3, nó phục vụ hộ tống vận tải tại khu vực Tây Nam Thái Bình Dương cho đến ngày 1 tháng 10.
Martin gia nhập Đội đặc nhiệm 30.8 vào tháng 10 để hộ tống các tàu chở dầu phục vụ cho các đội đặc nhiệm tàu sân bay trong các chiến dịch không kích xuống Đài Loan; Luzon, Philippines; và Okinawa thuộc quần đảo Ryūkyū, bắt đầu từ ngày 10 tháng 10. Trong giai đoạn từ tháng 11, 1944 đến tháng 2, 1945, nó hoạt động tuần tra tại khu vực Tây Caroline và Mariana. Vào ngày 10 tháng 12, 1944, nó hộ tống cho các tàu đổ bộ chuyển binh linh tăng viện và tiếp liệu đến Leyte, Philippines trong nỗ lực quét sạch lực lượng Nhật Bản còn chiếm đóng tại đây. Từ tháng 2, 1945, con tàu hoạt động từ căn cứ Eniwetok để hộ tống các đoàn tàu vận tải đi đến Kwajalein và Guam, quần đảo Marshall, và Ulithi, Caroline.
Rời Kwajalein vào ngày 5 tháng 7, Martin quay trở về vùng bờ Tây Hoa Kỳ ngang qua Trân Châu Cảng để được đại tu; nó về đến San Francisco, California vào ngày 19 tháng 7. Công việc tại xưởng tàu dừng lại sau khi chiến tranh kết thúc vào ngày 15 tháng 8, và Martin được cho xuất biên chế tại Xưởng hải quân Mare Island vào ngày 19 tháng 11, 1945. Tên nó được cho rút khỏi danh sách Đăng bạ Hải quân vào ngày 5 tháng 12, 1945; và con tàu bị bán cho hãng Wilmington Transportation Co. tại Wilmington, California vào ngày 15 tháng 5, 1946 để tháo dỡ.

## Phần thưởng[2]
|  |  |  |

| Huân chương Chiến dịch Hoa Kỳ | Huân chương Chiến dịch Châu Á-Thái Bình Dương | Huân chương Chiến dịch Châu Á-Thái Bình Dương | Huân chương Chiến thắng Thế Chiến II |